# ローレンス・ラムリー (第11代スカーバラ伯爵)
第11代スカーバラ伯爵ローレンス・ロジャー・ラムリー（英語: Lawrence Roger Lumley, 11th Earl of Scarbrough、1896年7月27日 - 1969年6月29日）は、イギリスの貴族、政治家。

## 経歴
1896年7月27日、陸軍大佐オズバート・ラムリー(第9代スカーバラ伯爵リチャード・ラムリーの次男)とその妻コンスタンス(旧姓パッテン)の間の次男として生まれる。兄にリチャードがあったが、第一次世界大戦で戦死した。
イートン・カレッジを経てオックスフォード大学マグダレン・カレッジへ進学。
1922年から1929年まで東ハル選挙区、1931年から1937年にかけて ヨーク選挙区から選出されて庶民院議員を務めた。
1937年から1943年までボンベイ総督、1945年にはインド・ビルマ担当省政務次官、1952年から1963年にかけては侍従卿を務めた。
1945年3月4日に伯父の第10代スカーバラ伯爵アルドレッド・ラムリーが男子なく死去したため、第11代スカーバラ伯爵位を継承し、貴族院議員に列した。
1951年から1967年までフリーメイソンのイングランド・連合グランドロッジのグランドマスターを務めた。1969年6月29日に死去。

## 家族
1922年にキャサリン・マッキュアンと結婚し、彼女との間に以下の5子を儲ける。
- 第1子(長女)メアリー・コンスタンス・ラムリー (1923–1998) ： エドワード・フリートウッド・ヘスケス（英語版）中将と結婚。
- 第2子(次女)エリザベス・ラムリー (1925-) ： 第4代グリムソープ男爵（英語版）クリストファー・ベケット（英語版）と結婚
- 第3子(三女)アン・キャサリン・ガブリエル・ラムリー (1928 – 2006) ： 第4代リドリー子爵マシューホワイト・リドリー（英語版）と結婚
- 第4子(長男)リチャード・アルドレッド・ラムリー（英語版） (1932–2004) ： 第12代スカーバラ伯爵位を継承。
- 第5子(四女)ジェーン・リリー・セレナ・ラムリー (1935-2016)